# Florence Nightingale David
Pour les articles homonymes, voir Nightingale et David.
Ne doit pas être confondu avec Florence Nightingale.
Florence Nightingale David est une statisticienne britannique née le 23 août 1909 à Ivington (en) dans le Herefordshire et morte le 23 juillet 1993 à Kensington, en Californie.

## Biographie
David naît le 23 août 1909 à Ivington de William Richard David et Florence Maude David, deux proviseurs d'école primaire. Son nom fût choisi en l'honneur de Florence Nightingale qui était leur amie .
Florence Nightingale David fait ses études au Bedford College de Londres, où elle obtient son diplôme en 1931 avec l'intention de devenir actuaire. Elle ne parvient cependant pas à trouver un emploi à Londres car la firme où elle applique n'est pas prête à employer des femmes. Elle obtient un poste à University College de Londres en 1933 puis en 1935 est nommée maître assistante dans le département de statistiques où elle passe son doctorat en 1938. Elle travaille, au cours de la seconde guerre mondiale, pour le Ministry of Supply (en) et pour le département de recherche et expérimentation du ministère de la sécurité civile. Ses modèles statistiques ont aidé à l'anticipation des effets des bombes sur l'approvisionnement en électricité, eau, les systèmes d'égouts, et d'autres problèmes potentiels dans les grands centres de population comme Londres. À partir de 1945, elle travaille en tant que professeure adjointe à l'University College de Londres. Elle est nommée professeure titulaire en 1962. Elle devient ensuite professeure à l'Université de Californie à Riverside en 1968, et directrice du département de statistiques en 1970. Elle prend sa retraite académique en 1977, tout en conservant des activités de chercheuse à l'Université de Californie à Berkeley.

## Prix et distinctions
En 1954, elle a été nommée fellow de la Société américaine de statistique. Elle a aussi été nommée fellow de l'Institut de statistique mathématique. En 1992 elle est la première lauréate du Prix Elizabeth Scott.
Le Comité des présidents de sociétés statistiques crée en 2001 le Prix Florence Nightingale David, distinction décernée tous les deux à une statisticienne « servant de modèle aux autres femmes ».

## Contributions
David a écrit plusieurs ouvrages portant sur les statistiques , et l'histoire des probabilités.

## Publications
- 1962 : Games, Gods and Gambling: The origins and history of probability and statistical ideas from the earliest times to the Newtonian era, Charles Griffin Co. Ltd., Londres